# Sylvain Guintoli
Sylvain Guintoli (* 24. Juni 1982 in Montélimar, Département Drôme, Frankreich) ist ein französischer Motorradrennfahrer.
Zwischen 2000 und 2008 ging er in der Motorrad-Weltmeisterschaft an den Start. 2010 wechselte Sylvain Guintoli in die Superbike-Weltmeisterschaft.

## Karriere

### Anfänge
Sylvain Guintoli begann seine Karriere 1994 mit Motorrollerrennen, danach startete er bis 1998 in nationalen 125-cm³-Pokalen. Ab 1999 ging der Franzose in der offenen französischen Motorrad-Meisterschaft, die er im Jahr 2000 in der 250-cm³-Klasse gewinnen konnte, an den Start.

### Motorrad-Weltmeisterschaft
2000 debütierte Guintoli beim Grand Prix von Frankreich in Le Mans als Wildcard-Fahrer in der 250er-Klasse der Motorrad-Weltmeisterschaft, ohne jedoch dabei die Zielflagge zu sehen.
In der Saison 2001 startete Guintoli auf einer Aprilia in der Equipe de France, einem Privatteam, permanent in der 250er-WM. In seinem ersten Jahr als Stammpilot sammelte er 44 Punkte und kam damit auf den 14. WM-Rang. Sein bestes Resultat dabei war ein sehr guter vierter Platz bei der Dutch TT.
Im Jahr 2002 wurde er daraufhin vom Gauloises Yamaha Tech 3-Team als Testfahrer verpflichtet. Beim Großen Preis von Tschechien debütierte Sylvain Guintoli dann auf der 500-cm³-Zweitakt-Yamaha in der MotoGP-Klasse, belegte in diesem Rennen jedoch nur den letzten Platz.
Zur Saison 2003 wechselte der Franzose wieder zurück in die 250-cm³-Klasse und startete für das Team Campetella Racing wiederum auf einer Aprilia. Beim Grand Prix der Niederlande erreichte er mit Rang drei den bisher einzigen Podestplatz seiner Karriere. Im Gesamtklassement belegte Guintoli mit 101 Punkten einen, für einen Privatfahrer sehr respektablen, zehnten Platz. Die folgende Saison verlief weniger erfolgreich, Sylvain Guintoli wurde mit 42 Zählern 14. der Weltmeisterschaft. In den Jahren 2005 und 2006 ging er wieder für die Equipe de France an den Start und fuhr die WM-Ränge zehn bzw. neun ein.

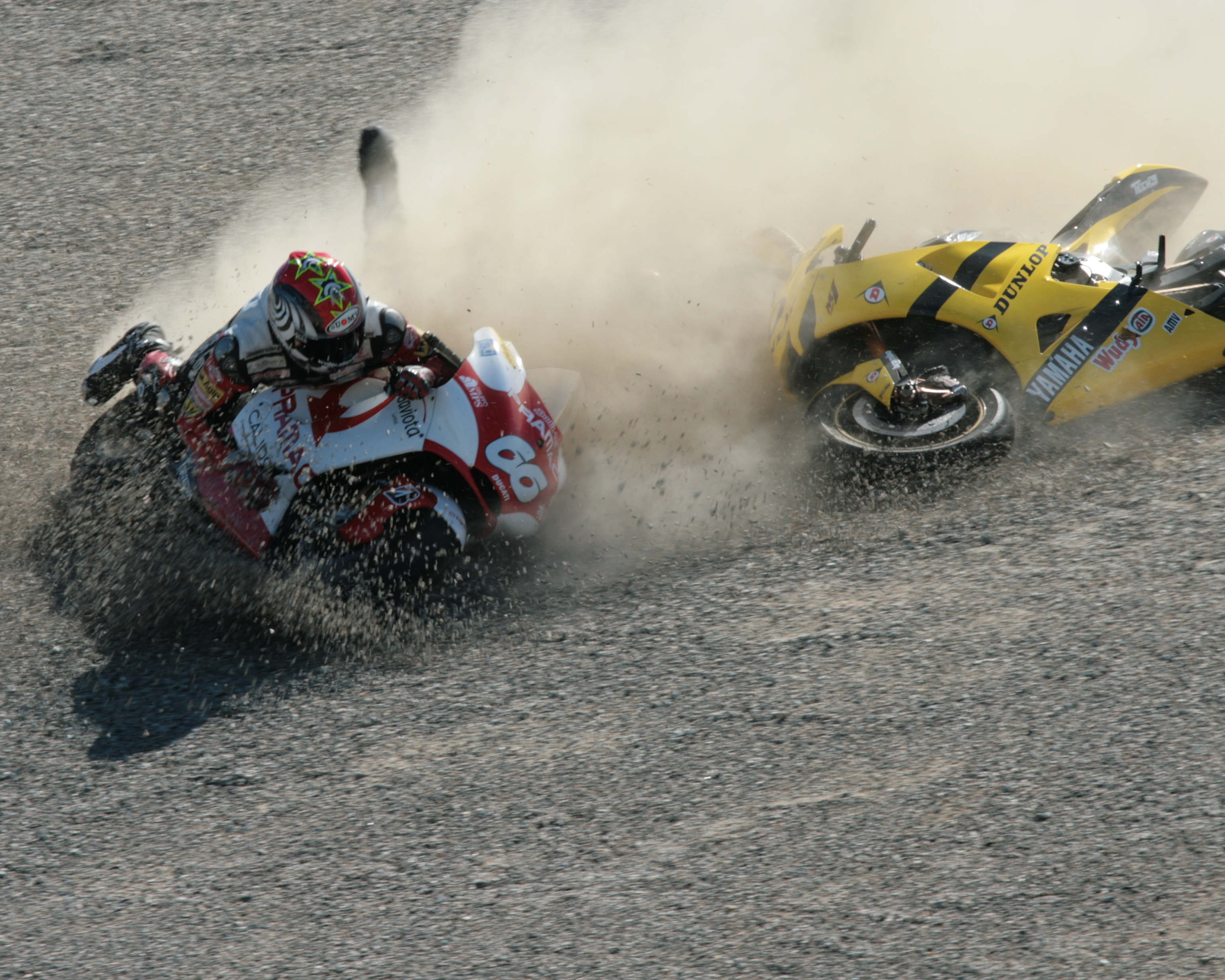
Guintolis Unfall mit Alex Hofmann in Laguna Seca 2007

Seine konstant guten Leistungen auf technisch unterlegenen Privatmaschinen brachten ihm für 2007 einen Platz im Dunlop-Yamaha-Team in der MotoGP-Klasse ein, was Guintoli selbst als einen „Traum der wahr wird“ beschrieb, obwohl er dort auf hoffnungslos unterlegenen Dunlop-Reifen an den Start gehen musste. Sein Teamkollege war der erfahrene Japaner Makoto Tamada, den Guintoli klar in den Schatten stellte. Die erste MotoGP-Saison verlief für Sylvain Guintoli sehr ereignisreich. Besonders in den Trainingsläufen sorgte er gegen Saisonende oftmals für Aufsehen, indem er weiche Qualifikationsreifen aufziehen ließ und damit teilweise sogar Weltmeister Casey Stoner schlug. Bei seinem Heim-Grand-Prix in Le Mans führte Guintoli im Regen völlig überraschend erstmals ein Rennen an, stürzte aber und wurde Zehnter. Im Training zum Grand Prix der USA in Laguna Seca kollidierte er beim Anbremsen der berühmten „Corkscrew“-Kurve selbstverschuldet mit Alex Hofmann, der sich dabei schwere Verletzungen an der linken Hand zuzog. Sein bestes Saisonresultat erzielte Guintoli beim verregneten Grand Prix van Japan, wo er den vierten Platz belegte. Mit 50 Zählern erreichte der Franzose den 16. WM-Rang.

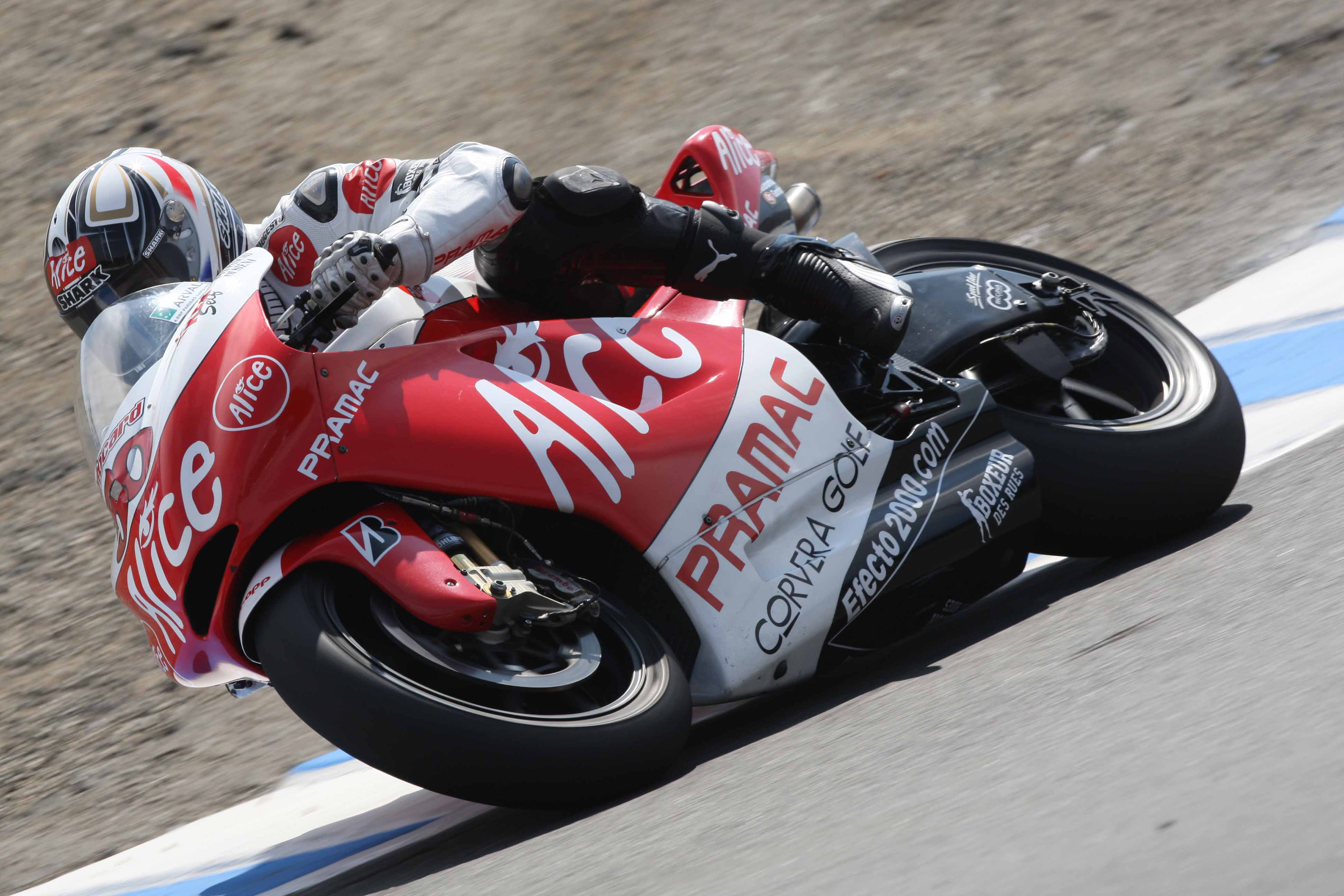
Sylvain Guintoli 2008 auf Ducati

Die Saison 2008 bestritt Sylvain Guintoli im Alice-Team, wo er auf Ducati an den Start ging. Der Franzose kam bei jedem der 18 Rennen ins Ziel und fuhr nur einmal nicht in die Punkteränge. Seine beste Platzierung war der sechste Rang beim Regenrennen um den Großen Preis von Deutschland auf dem Sachsenring. Mit 67 Zählern belegte Guintoli den 13. Rang im Gesamtklassement und wurde von seinem spanischen Teamkollegen Toni Elías, der auf 92 Zähler kam, klar in den Schatten gestellt. Sein zum Saisonende auslaufender Vertrag mit dem italienischen Team wurde nicht verlängert.

### Britische Superbike-Meisterschaft
In der Saison 2009 startete Sylvain Guintoli in der britischen Superbike-Meisterschaft im Team Crescent Suzuki auf Suzuki GSX-R 1000. In Brands Hatch gewann er, bei seinem ersten BSB-Start überhaupt, sein erstes Rennen. Im zweiten Lauf wurde er Zweiter. Bei den folgenden beiden Rennen in Oulton Park belegte der Franzose zweimal den dritten Platz. In der Einführungsrunde zum ersten Lauf der dritten Veranstaltung, die in Donington Park ausgetragen wurde, kollidierte Guintoli mit Joshua Brookes und brach sich dabei das rechte Schien- und Wadenbein. Er war daraufhin gezwungen, die folgenden sechs Veranstaltungen auszulassen. Nach seiner Rückkehr gelang Sylvain Guintoli keine Podiumsplatzierung mehr. Die Gesamtwertung schloss er mit 147 Zählern als Achter ab.

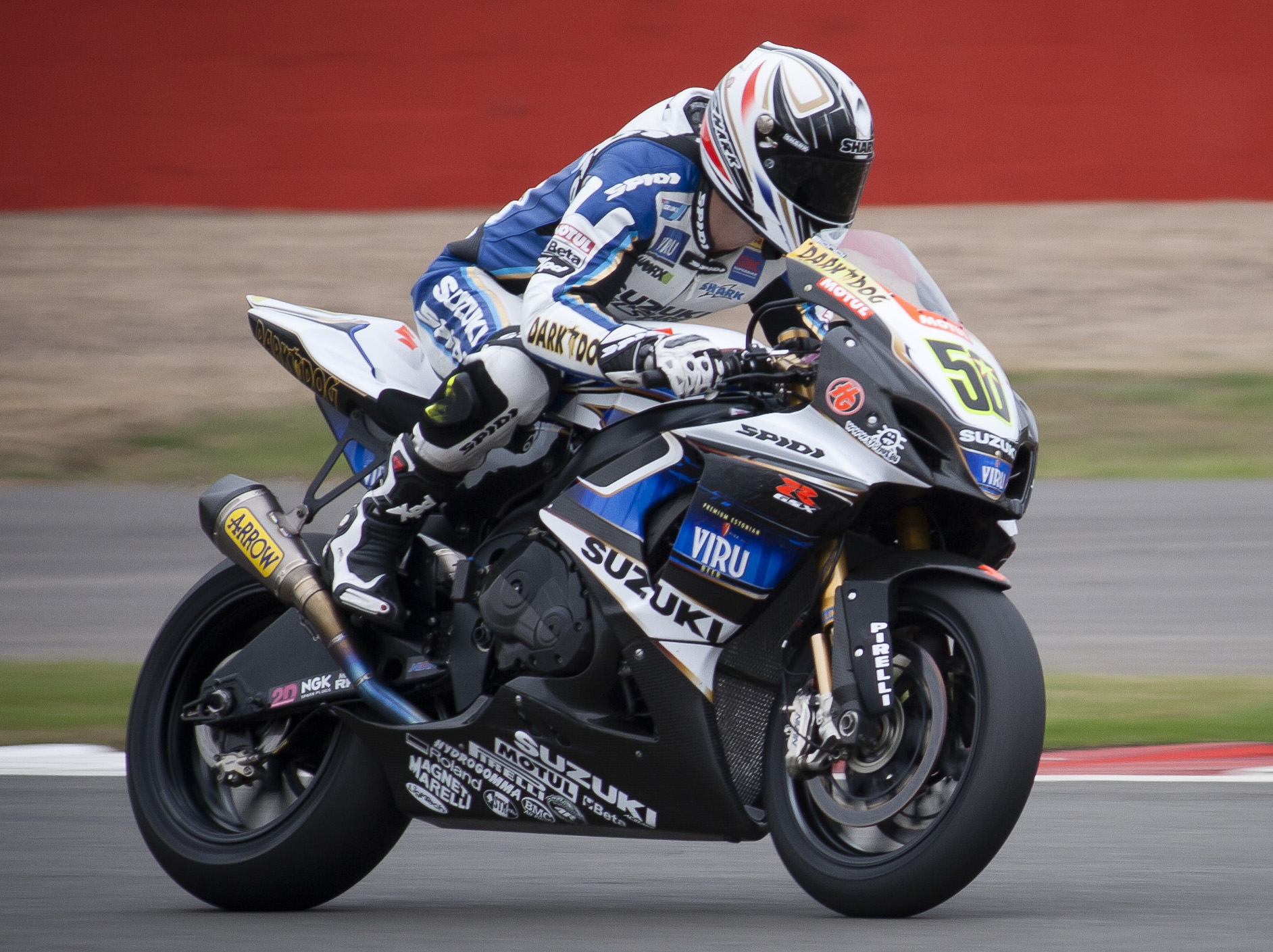
Guintoli 2010 auf Suzuki

### Superbike-Weltmeisterschaft
Zur Saison 2010 wechselte Sylvain Guintoli in die Superbike-Weltmeisterschaft, wo er im Suzuki-Werksteam Alstare an der Seite des Briten Leon Haslam an den Start ging. Während Haslam hinter Max Biaggi Vize-Weltmeister wurde, beendete der Franzose die Saison als Gesamt-Siebter. Er punktete dabei in 25 der 26 ausgetragenen Läufe, seine besten Platzierungen waren insgesamt drei vierte Plätze. Lediglich eine Disqualifikation beim ersten Lauf seines Heimrennens in Magny-Cours, als er eine Durchfahrtsstrafe ignorierte, die wegen Abkürzens in einer Schikane gegen ihn verhängt worden war, verhinderte eine 100-prozentige Punkteausbeute.
In der Saison 2011 ging Guintoli im neu formierten tschechischen Liberty-Team auf Ducati 1098R an den Start. Sein Teamkollege war der Tscheche Jakub Smrž. 2013 und 2014 fuhr er für Aprilia, 2015 auf Honda und 2016 Yamaha. 2017 ging er zum Saisonende kurzzeitig mit einer Kawasaki an den Start. Sein größter Erfolg war der WM-Titel 2014.

## Statistik

### Erfolge
- 2007 – MotoGP-Rookie of the Year auf Yamaha
- 2014 – Superbike-Weltmeister auf Aprilia
- 2021 – Langstrecken-Weltmeister zusammen mit Gregg Black und Xavier Siméon auf Suzuki
- 2021 – Sieger des 24-Stunden-Motorradrennens von Le Mans zusammen mit Gregg Black und Xavier Siméon auf Suzuki
- 2021 – Bol-d’Or-Sieger zusammen mit Xavier Siméon und Gregg Black auf Suzuki
- 2021 – Sieger des 24-Stunden-Motorradrennens von Le Mans zusammen mit Xavier Siméon und Gregg Black auf Suzuki
- 2023 – Bol-d’Or-Sieger zusammen mit Étienne Masson und Gregg Black auf Suzuki

### In der Motorrad-Weltmeisterschaft
| Saison | Klasse  | Team                     | Motorrad                | Rennen | Siege | Zweiter | Dritter | Poles | Schn. Runden | Punkte | Ergebnis |
| ------ | ------- | ------------------------ | ----------------------- | ------ | ----- | ------- | ------- | ----- | ------------ | ------ | -------- |
| 2000   | 250 cm³ | Equipe de France         | Honda                   | 1      | –     | –       | –       | –     | –            | –      | –        |
| 2001   | 250 cm³ | Equipe de France – SCRAB | Aprilia                 | 16     | –     | –       | –       | –     | –            | 44     | 14.      |
| 2002   | MotoGP  | Yamaha Tech 3            | Yamaha YZR 500          | 1      | –     | –       | –       | –     | –            | –      | –        |
| 2003   | 250 cm³ | Campetella Racing        | Aprilia                 | 15     | –     | –       | 1       | –     | –            | 101    | 10.      |
| 2004   | 250 cm³ | Campetella Racing        | Aprilia                 | 16     | –     | –       | –       | –     | –            | 42     | 14.      |
| 2005   | 250 cm³ | Equipe de France – SCRAB | Aprilia                 | 16     | –     | –       | –       | –     | –            | 84     | 10.      |
| 2006   | 250 cm³ | Equipe de France – SCRAB | Aprilia                 | 16     | –     | –       | –       | –     | –            | 96     | 9.       |
| 2007   | MotoGP  | Dunlop Yamaha Tech 3     | Yamaha YZR-M1           | 18     | –     | –       | –       | –     | –            | 50     | 16.      |
| 2008   | MotoGP  | Alice Team               | Ducati Desmosedici GP8  | 18     | –     | –       | –       | –     | –            | 67     | 13.      |
| 2011   | MotoGP  | Pramac Racing            | Ducati Desmosedici GP11 | 1      | –     | –       | –       | –     | –            | –      | –        |
| 2017   | MotoGP  | Team Suzuki Ecstar       | Suzuki GSX-RR           | 3      | –     | –       | –       | –     | –            | 1      | 27.      |
| 2018   | MotoGP  | Team Suzuki Ecstar       | Suzuki GSX-RR           | 3      | –     | –       | –       | –     | –            | –      | –        |
| 2019   | MotoGP  | Team Suzuki Ecstar       | Suzuki GSX-RR           | 4      | –     | –       | –       | –     | –            | 7      | 25.      |
| Gesamt | Gesamt  | Gesamt                   | Gesamt                  | 128    | 0     | 0       | 1       | 0     | 0            | 492    |          |

### In der Superbike-Weltmeisterschaft
| Saison | Team                                            | Motorrad              | Rennen | Siege | Zweiter | Dritter | Poles | Schn. Rennrunden | Punkte | Ergebnis    |
| ------ | ----------------------------------------------- | --------------------- | ------ | ----- | ------- | ------- | ----- | ---------------- | ------ | ----------- |
| 2009   | Suzuki Alstare BRUX                             | Suzuki GSX-R 1000 K9  | 2      | –     | –       | –       | –     | –                | 6      | 33.         |
| 2010   | Team Suzuki Alstare                             | Suzuki GSX-R 1000 K10 | 26     | –     | –       | –       | –     | 1                | 197    | 7.          |
| 2011   | Team Effenbert-Liberty Racing                   | Ducati 1098 R         | 25     | –     | 2       | 1       | –     | 1                | 210    | 6.          |
| 2012   | Liberty Racing Team Effenbert/ PATA Racing Team | Ducati 1098 R         | 24     | 3     | 1       | 3       | 1     | 2                | 213,5  | 7.          |
| 2013   | Aprilia Racing Team                             | Aprilia RSV4 Factory  | 27     | 1     | 7       | 3       | 1     | 2                | 402    | 3.          |
| 2014   | Aprilia Racing Team                             | Aprilia RSV4 Factory  | 24     | 5     | 8       | 6       | 2     | 6                | 416    | Weltmeister |
| 2015   | Pata Honda World Superbike Team                 | Honda CBR 1000 RR     | 26     | –     | –       | 1       | –     | –                | 218    | 6.          |
| 2016   | Pata Yamaha Official WorldSBK Team              | Yamaha YZF-R 1        | 16     | –     | –       | 1       | –     | –                | 141    | 11.         |
| 2017   | Kawasaki Puccetti Racing                        | Kawasaki ZX-10R       | 4      | –     | –       | –       | –     | –                | 34     | 18.         |
| Gesamt | Gesamt                                          | Gesamt                | 174    | 9     | 18      | 15      | 4     | 12               | 1837,5 | 1 WM-Titel  |

## Verweise